# Тамбовський (Каменський район)
Тамбо́вський (рос. Тамбовский) — селище у складі Каменського району Алтайського краю, Росія. Входить до складу Толстовської сільської ради.

## Населення
Населення — 132 особи (2010; 319 у 2002).
Національний склад (станом на 2002 рік):
- росіяни — 96 %